# Вінчестер (Огайо)
Вінчестер (англ. Winchester) — селище (англ. village) в США, в окрузі Адамс штату Огайо. Населення — 987 осіб (2020).

## Географія
Вінчестер розташований за координатами 38°56′37″ пн. ш. 83°39′15″ зх. д. / 38.94361° пн. ш. 83.65417° зх. д. (38.943524, -83.654113).  За даними Бюро перепису населення США в 2010 році селище мало площу 6,81 км², з яких 6,77 км² — суходіл та 0,04 км² — водойми.

## Демографія
Згідно з переписом 2010 року, у селищі мешкала 1051 особа в 420 домогосподарствах у складі 273 родин. Густота населення становила 154 особи/км².  Було 462 помешкання (68/км²).
Расовий склад населення:
| - 98,4 % — білих - 0,5 % — корінних американців - 0,2 % — чорних або афроамериканців |

До двох чи більше рас належало 0,7 %. Частка іспаномовних становила 1,0 % від усіх жителів.
За віковим діапазоном населення розподілялося таким чином: 27,3 % — особи молодші 18 років, 57,1 % — особи у віці 18—64 років, 15,6 % — особи у віці 65 років та старші. Медіана віку мешканця становила 35,9 року. На 100 осіб жіночої статі у селищі припадало 96,1 чоловіків;  на 100 жінок у віці від 18 років та старших — 89,1 чоловіків також старших 18 років.
Середній дохід на одне домашнє господарство  становив 38 998 доларів США (медіана — 26 042), а середній дохід на одну сім'ю — 46 839 доларів (медіана — 40 227). Медіана доходів становила 38 385 доларів для чоловіків та 31 161 долар для жінок. За межею бідності перебувало 41,8 % осіб, у тому числі 62,3 % дітей у віці до 18 років та 14,6 % осіб у віці 65 років та старших.
Цивільне працевлаштоване населення становило 337 осіб. Основні галузі зайнятості: освіта, охорона здоров'я та соціальна допомога — 21,7 %, мистецтво, розваги та відпочинок — 17,5 %, виробництво — 16,6 %.